# Nielsen ratings
Nielsen ratings er et seertalmålingsystem udviklet af Nielsen Media Research til at måle, hvor stor et publikum er der er til et fjernsynsprogram i USA.

## Ekstern henvisning
- Nielsen
  - Nielsen Media: FAQs – Om "Sweeps"
- Slate: How Does "Sweeps" Week Work? (16 februari 2004)
- Webbplats för Nielsen Global Technology and Information Center Arkiveret 19. november 2008 hos  Wayback Machine
- Information om Nielsen's Anytime Anywhere Media Measurement Initiative

| Fjernsyn | Spire Denne artikel om et tv-program er en spire som bør udbygges. Du er velkommen til at hjælpe Wikipedia ved at udvide den. |